# Paulus Catena
Paulus was een keizerlijk notaris of hoge ambtenaar, die in het midden van de 4e eeuw onder de Romeinse keizer Constantius II diende.
Hij wordt door de historicus Ammianus Marcellinus, die hem waarschijnlijk persoonlijk ontmoette, beschreven. Volgens Marcellinus was zijn wreedheid in de gehele Romeinse wereld berucht. Hij werd in 353, na de val van de Britto-Frankische usurpator Magnentius, door keizer Constantius II naar Britannia gezonden om daar orde op zaken te stellen en te jagen op de subversieve elementen. Zijn maatregelen waren zo hard dat hij daar de bijnaam Catena verdiende, wat 'ketting' betekent, dit omdat hij veel geketende mensen aan hun ketenen door de straten liet slepen.
Zijn opdracht in Britannia was om bekende aanhangers van de onlangs verslagen usurpator Magnentius in de legergarnizoenen in Britannia op te sporen. Volgens Marcellinus breidde Paulus, eenmaal in Britannia gearriveerd, zijn bevoegdheden eigenmachtig uit, en begon hij ook anderen te arresteren, vaak op ogenschijnlijk valse beschuldigingen en zonder enig bewijs.
Paulus' methoden waren zo extreem en het onrecht dat hij beging zo groot, dat uiteindelijk de vicarius van Britannia, Flavius Martinus, hoewel zelf een trouwe aanhanger van Constantius II, zich verplicht voelde om de wandaden van Paulus te beëindigen. Hij probeerde Paulus te overtuigen om de onschuldige gevangenen, die hij had gemaakt, vrij te laten met de dreiging van zijn eigen ontslag als drukmiddel. Paulus weigerde echter en beschuldigde Martinus en andere hoge officieren in Britannia valselijk van verraad.
In wanhoop viel Martinus Paulus met een zwaard aan. Deze aanval mislukte echter en de vicarius pleegde zelfmoord. De keizer stuurde Paulus vervolgens naar Egypte met het excuus dat het raadplegen en het antwoord van het orakel van Bess hem had mishaagd. Paulus zette een kangoeroerechtbank op en begon, gesteund door de bijna volledige keizerlijke macht die aan hem was gedelegeerd, oordelen over vermeende verraders te vellen.
Ammianus Marcellinus vertelt ons vervolgens dat hij in 355 de opdracht kreeg om te jagen op de aanhangers van een andere Frankische usurpator, Claudius Silvanus. Opnieuw martelde en doodde hij mensen.
Volgens Ammianus Marcellinus werd Paulus Catena eind 361 of begin 362 tijdens het tribunaal van Chalcedon, dat op last van de opvolger van Constantius II, Julianus de Afvallige werd georganiseerd, ter dood veroordeeld door de van Frankische afkomst zijnde  Arbitio.
Paulus Catena werd levend verbrand.